# I liga czeska w piłce nożnej (2025/2026)
Ten artykuł dotyczy trwającego lub niedawnego wydarzenia sportowego. Informacje w nim zamieszczone mogą się zmienić lub zdezaktualizować wraz z postępem zdarzenia. Początkowe doniesienia, wyniki lub statystyki mogą być niepewne. Ostatnie aktualizacje do tego artykułu mogą nie odzwierciedlać najbardziej aktualnych informacji.
1. česká fotbalová liga (2025/2026) (znana jako Chance liga ze względów sponsorskich) – 33. edycja najwyższej klasy rozgrywkowej piłki nożnej w Czechach.
Bierze w niej udział 16 drużyn, które w okresie od 18 lipca 2025 do 24 maja 2026 rozegrają w dwóch fazach 35 kolejek meczów. Sezon zakończą baraże o miejsce w przyszłym sezonie w Chance liga.
Obrońcą tytułu jest drużyna Slavia Praga.

## Drużyny
| Uczestnicy poprzedniej edycji                                                                                 | Uczestnicy poprzedniej edycji | Uczestnicy poprzedniej edycji | Uczestnicy poprzedniej edycji |
| --- | ----------------------------- | ----------------------------- | ----------------------------- |
| SLA | Slavia Praga                  | 1                             |                               |
| VPL | Viktoria Pilzno               | 2                             |                               |
| BAN | Baník Ostrawa                 | 3                             |                               |
| SPA | Sparta Praga                  | 4                             |                               |
| JAB | FK Jablonec                   | 5                             |                               |
| SIG | Sigma Ołomuniec               | 6                             |                               |
| SLL | Slovan Liberec                | 7                             |                               |
| KAR | MFK Karwina                   | 8                             |                               |
| HRK | FC Hradec Králové             | 9                             |                               |
| BOH | Bohemians 1905                | 10                            |                               |
| TEP | FK Teplice                    | 11                            |                               |
| MLB | FK Mladá Boleslav             | 12                            |                               |
| 1SL | 1. FC Slovácko                | 13                            |                               |
| po barażach                                                                                                   |                               |                               |                               |
| DUK | Dukla Praga                   | 14                            |                               |
| PAR | FK Pardubice                  | 15                            |                               |
| Awans z II ligi                                                                                               |                               |                               |                               |
| ZLN | FC Zlín                       | 1                             |                               |
| Oznaczenia: - kolumna pierwsza – skróty nazw drużyn, - kolumna trzecia – miejsce zajęte w poprzednim sezonie. |                               |                               |                               |

## Faza zasadnicza
| Lp. | Drużyna         | M | Z | R | P | B+ | B– | +/– | Pkt | Kwalifikacja      |  | SLA    | SPA    | ZLN    | OLO    | JAB    | KAR    | LIB    | PLZ    | SLO    | DUK    | MLA    | TEP    | BOH    | HKR    | OST    | PCE    |
| --- | --------------- | - | - | - | - | -- | -- | --- | --- | ----------------- |  | ------ | ------ | ------ | ------ | ------ | ------ | ------ | ------ | ------ | ------ | ------ | ------ | ------ | ------ | ------ | ------ |
| 1   | Slavia Praga    | 5 | 3 | 2 | 0 | 9  | 3  | +6  | 11  | grupa mistrzowska |  |        |        |        |        |        | 13 wrz |        |        |        |        |        | 3–0    |        | 2–2    |        | 23 sie |
| 2   | Sparta Praga    | 4 | 3 | 1 | 0 | 8  | 4  | +4  | 10  | grupa mistrzowska |  |        |        | 31 sie | 1–0    |        |        |        |        |        | 24 sie | 3–2    |        |        |        |        |        |
| 3   | Zlín            | 5 | 3 | 1 | 1 | 8  | 5  | +3  | 10  | grupa mistrzowska |  |        |        |        |        |        |        | 23 sie |        | 1–1    | 13 wrz | 3–2    |        |        |        |        |        |
| 4   | Sigma Ołomuniec | 5 | 3 | 1 | 1 | 4  | 2  | +2  | 10  | grupa mistrzowska |  |        |        | 1–0    |        |        |        | 2–1    |        |        | 0–0    |        |        |        |        | 31 sie |        |
| 5   | Jablonec        | 5 | 2 | 3 | 0 | 6  | 3  | +3  | 9   | grupa mistrzowska |  | 1–1    | 1–1    |        |        |        |        |        |        |        |        |        |        |        | 2–0    |        | 14 wrz |
| 6   | Karviná         | 4 | 3 | 0 | 1 | 6  | 3  | +3  | 9   | grupa mistrzowska |  |        |        | 0–1    |        |        |        |        |        |        | 2–0    |        | 30 sie | 17 sie |        |        |        |
| 7   | Slovan Liberec  | 4 | 2 | 1 | 1 | 8  | 6  | +2  | 7   | grupa środkowa    |  |        | 17 sie |        |        |        |        |        | 31 sie |        | 2–0    |        |        |        |        |        | 2–1    |
| 8   | Viktoria Pilzno | 4 | 1 | 2 | 1 | 7  | 5  | +2  | 5   | grupa środkowa    |  |        |        |        | 13 wrz | 1–1    | 23 sie |        |        | 1–1    |        |        |        |        |        |        |        |
| 9   | Slovácko        | 5 | 1 | 2 | 2 | 4  | 5  | −1  | 5   | grupa środkowa    |  | 0–1    |        |        | 0–1    | 30 sie |        |        |        |        |        |        | 2–1    |        |        |        |        |
| 10  | Dukla Praga     | 5 | 1 | 2 | 2 | 3  | 5  | −2  | 5   | grupa środkowa    |  |        |        |        |        |        |        |        | 2–0    |        |        |        |        |        | 30 sie | 1–1    |        |
| 11  | Mladá Boleslav  | 4 | 1 | 1 | 2 | 10 | 11 | −1  | 4   | grupa spadkowa    |  | 30 sie |        |        |        |        |        | 3–3    | 19 sie |        |        |        |        |        | 3–2    |        |        |
| 12  | Teplice         | 4 | 1 | 0 | 3 | 5  | 8  | −3  | 3   | grupa spadkowa    |  |        |        | 1–3    |        | 23 sie |        |        |        |        |        | 13 wrz |        | 3–0    |        |        |        |
| 13  | Bohemians 1905  | 4 | 1 | 0 | 3 | 1  | 6  | −5  | 3   | grupa spadkowa    |  | 26 lip |        |        |        | 0–1    |        |        |        | 14 wrz |        | 24 sie |        |        |        | 1–0    |        |
| 14  | Hradec Králové  | 5 | 0 | 2 | 3 | 6  | 10 | −4  | 2   | grupa spadkowa    |  |        | 14 wrz |        | 24 sie |        | 1–2    |        |        |        |        |        |        |        |        |        | 1–1    |
| 15  | Baník Ostrawa   | 3 | 0 | 1 | 2 | 2  | 4  | −2  | 1   | grupa spadkowa    |  |        |        |        |        |        | 1–2    | 13 wrz |        | 24 sie |        |        |        |        |        |        |        |
| 16  | Pardubice       | 4 | 0 | 1 | 3 | 4  | 11 | −7  | 1   | grupa spadkowa    |  |        | 1–3    |        |        |        |        |        | 1–5    |        |        |        |        | 30 sie |        |        |        |

## Najlepsi strzelcy
| Bramki | Strzelcy        | Drużyna         |
| ------ | --------------- | --------------- |
| 4      | Jan Chramosta   | Jablonec        |
| 3      | Matěj Vydra     | Viktoria Pilzno |
| 3      | Solomon John    | Mladá Boleslav  |
| 3      | Albion Rrahmani | Sparta Praga    |

Stan na 2025-08-17. Źródło: .

## Stadiony
| 1. FC Slovácko            |
| ------------------------- |
| Stadion Miroslava Valenty |
| 8121                      |
|                           |

| Baník Ostrawa   |
| --------------- |
| Stadion Miejski |
| 15 123          |
|                 |

| Bohemians 1905 |
| -------------- |
| Ďolíček        |
| 6300           |
|                |

| Dukla Praga     |
| --------------- |
| Stadion Juliska |
| 8150            |
|                 |

| Hradec Králové   |
| ---------------- |
| Malšovická aréna |
| 9300             |
|                  |

| MFK Karviná     |
| --------------- |
| Stadion Miejski |
| 4833            |
|                 |

| FK Jablonec |
| ----------- |
| Střelnice   |
| 6280        |
|             |

| FK Mladá Boleslav |
| ----------------- |
| Lokotrans Arena   |
| 5000              |
|                   |

| FK Pardubice |
| ------------ |
| CFIG Aréna   |
| 4620         |
|              |

| Sigma Ołomuniec |
| --------------- |
| Andrův stadion  |
| 12 483          |
|                 |

| Slavia Praga  |
| ------------- |
| Fortuna Arena |
| 20 800        |
|               |

| Slovan Liberec |
| -------------- |
| Stadion u Nisy |
| 9900           |
|                |

| Sparta Praga |
| ------------ |
| epet ARENA   |
| 19 416       |
|              |

| FK Teplice    |
| ------------- |
| Na Stínadlech |
| 18 221        |
|               |

| Viktoria Pilzno     |
| ------------------- |
| Stadion města Plzně |
| 11 722              |
|                     |

| Zlín          |
| ------------- |
| Stadion Letná |
| 5898          |
|               |

Źródło: .